# Gran Túmulo de Vergina
El Gran Túmulo de Vergina es un complejo funerario del siglo IV a. C. que alberga los restos de miembros de la familia real de los argéadas. 
Vergina se identifica con la antigua Egas, la primera capital del Reino de Macedonia, por lo que contiene, además del Gran Túmulo, otras importantes tumbas del periodo macedónico, donde se han hallado las evidencias de más alta calidad de la pintura pre-helenística. El yacimiento arqueológico de Egas o Aigai fue nombrado Patrimonio de la Humanidad por la Unesco en 1996.
El Gran Túmulo había sido explorado desde mediados del siglo XX, pero los hallazgos de las tumbas que contenía en su interior no se produjeron hasta 1977.
Mide 112 metros de ancho y 12 de alto y contiene cuatro tumbas y un heroon. La tumba II fue encontrada intacta: su arquitectura, decoración y pintura y el rico ajuar funerario dan fe de la formación temprana de un arte propiamente helenístico. 
Desde su descubrimiento, realizado por Manolis Andrónicos, se consideró que en la tumba II se encontraban los restos de Filipo II de Macedonia. En junio de 2015 se dieron a conocer los resultados de un estudio osteoarqueológico profundo realizado por Theodore Antikas y Laura Wynn-Antikas que apoyaba la identificación de los huesos hallados en la tumba II de Vergina con los de Filipo II de Macedonia, aunque no se pudo confirmar mediante pruebas de ADN. Por otra parte, en julio de 2015 se publicaron los resultados de otro estudio realizado por un equipo liderado por Antonis Bartsiokas y Juan Luis Arsuaga que defiende, en cambio, que los restos de Filipo II corresponden a los encontrados en la tumba I debido a la identificación de una herida muy visible en los restos óseos de la pierna que coincide con los testimonios literarios históricos sobre Filipo II.

## Tumba I o Tumba de Perséfone

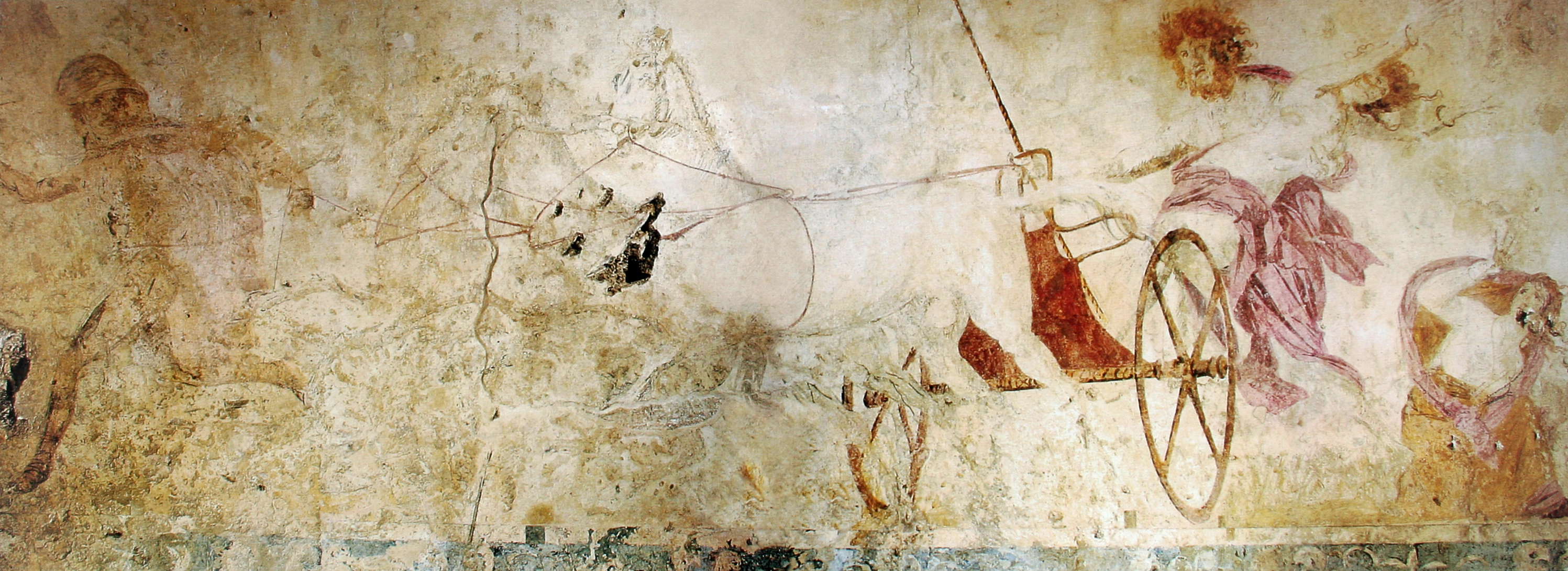
Pintura de la tumba I que representa el rapto de Perséfone por Hades.

La Tumba I tenía una pequeña estructura rectangular. Tres de sus paredes estaban pintadas: la pared norte contiene la parte principal de la escena del rapto de Perséfone por Hades. Este sujeta las riendas de una cuadriga de caballos blancos al mismo tiempo que sujeta a Perséfone. También en la escena están representados Hermes, delante del carro, y una compañera de Perséfone, que contempla el rapto detrás del carro. En las otras paredes aparecen Deméter y las tres Parcas. Las figuras son de gran tamaño, sobre todo la de Hades. Son unas pinturas de gran fuerza y calidad y los eruditos creen que se deben a un gran maestro que conocía la perspectiva y que tenía mucha facilidad para el dibujo y para el color, tal vez Nicómaco.
Se trata de una tumba en cista cuyo ajuar funerario había sido saqueado en la Antigüedad, probablemente por los mercenarios gálatas aliados del rey Pirro de Epiro, en 276/5 a. C., pero contenía los restos de un hombre, una mujer y un niño, que no habían sido incinerados. Theodore Antikas señaló en 2014 que su equipo de investigación encontró almacenados más restos óseos que habían sido guardados en dos cajas en el museo de Vergina y nunca habían sido analizados. Teniendo estos otros restos en cuenta, en total la tumba habría sido ocupada por siete personas, entre los que había un adolescente, tres recién nacidos y un feto. Se ha sugerido que la mujer podría haber sido una de las esposas de Filipo II, Nicesípolis. En 1987, Eugene N. Borza sugirió que en esta tumba reposaban los restos de Filipo II. El estudio realizado en 2015 por un equipo liderado por Antonis Bartsiokas y Juan Luis Arsuaga apoya la hipótesis de que el hombre sea Filipo II y estima que la mujer podría haber sido Cleopatra y el niño un hijo recién nacido de ambos aunque las conclusiones de este estudio han sido puestas en duda por Theodore Antikas, que indica que el estudio de Bartsiokas y Arsuaga ignora los otros huesos que fueron encontrados en 2014 por su equipo y por el Ministerio de Cultura de Grecia, que ha señalado que los restos óseos del varón fueron hallados en un contexto estratigráfico diferente a los de la mujer y el recién nacido por el que deducen que quedaron depositados después de que la tumba hubiera sido saqueada. En otra publicación de 2023, Bartsiokas y Arsuaga, junto a Nicolás Brandmeir, insisten en su hipótesis de que es la tumba I la que contiene los restos de Filipo II, otorgando especial importancia a la presencia de una lesión de rodilla en los huesos, así como a la presencia de huesos de un recién nacido en la misma tumba, lo que concuerda con los relatos históricos, a la vez que muestran su desacuerdo con la afirmación del Ministerio de Cultura de Grecia acerca del contexto estratigráfico de los huesos del varón.

## Tumba II

### Arquitectura
La tumba II tiene el plano tradicional de las tumbas aristocráticas macedonias. Contra la cámara y antecámara abovedadas existe una fachada encastrada revestida de estuco y pinturas. No existe una unión estructural entre el exterior y el interior de la tumba. Los órdenes clásicos se ajustan libremente en una óptica decorativa y suntuosa. En los dos extremos unas pilastras sostienen dos columnas de orden dórico. Estas columnas sostienen un arquitrabe flanqueado por un friso con metopas lisas y triglifos alternando. Mientras que el orden dórico canónico utiliza un frontón esculpido, aquí es sustituido por un alto friso pintado.

### La decoración pintada

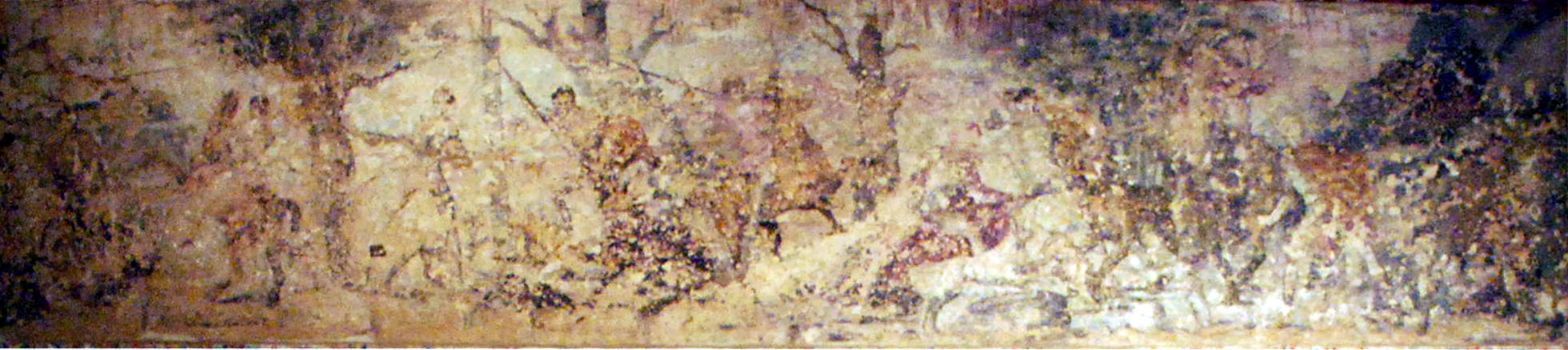
Pintura de la tumba II.

En una longitud de 5,56 m y una altura de 1,16 m el friso muestra una escena compleja que retrata las actividades reales en la gran reserva de caza real de la Alta Macedonia. A la izquierda, mientras que un cazador mata a un venado, ayudado por un perro, una caballero, en la parte posterior, persigue a otro ciervo que huye. A su derecha, dos infantes atacan a un jabalí con su lanza. La escena de la derecha es más dramática: dos caballeros salen de uno y otro lado y se preparan para dar el golpe fatal a un león rodeado por dos cazadores de a pie. Es tentador el reconocer en el barbudo caballero al rey Filipo II, el joven caballero está colocado exactamente en el centro de la composición y en el eje de la fachada está Alejandro. Esta escena pone de manifiesto la valentía de la dinastía, de acuerdo con una imagen de la soberanía de los reyes de influencia oriental. La ejecución es la de un maestro de la pintura.

### Ajuar funerario

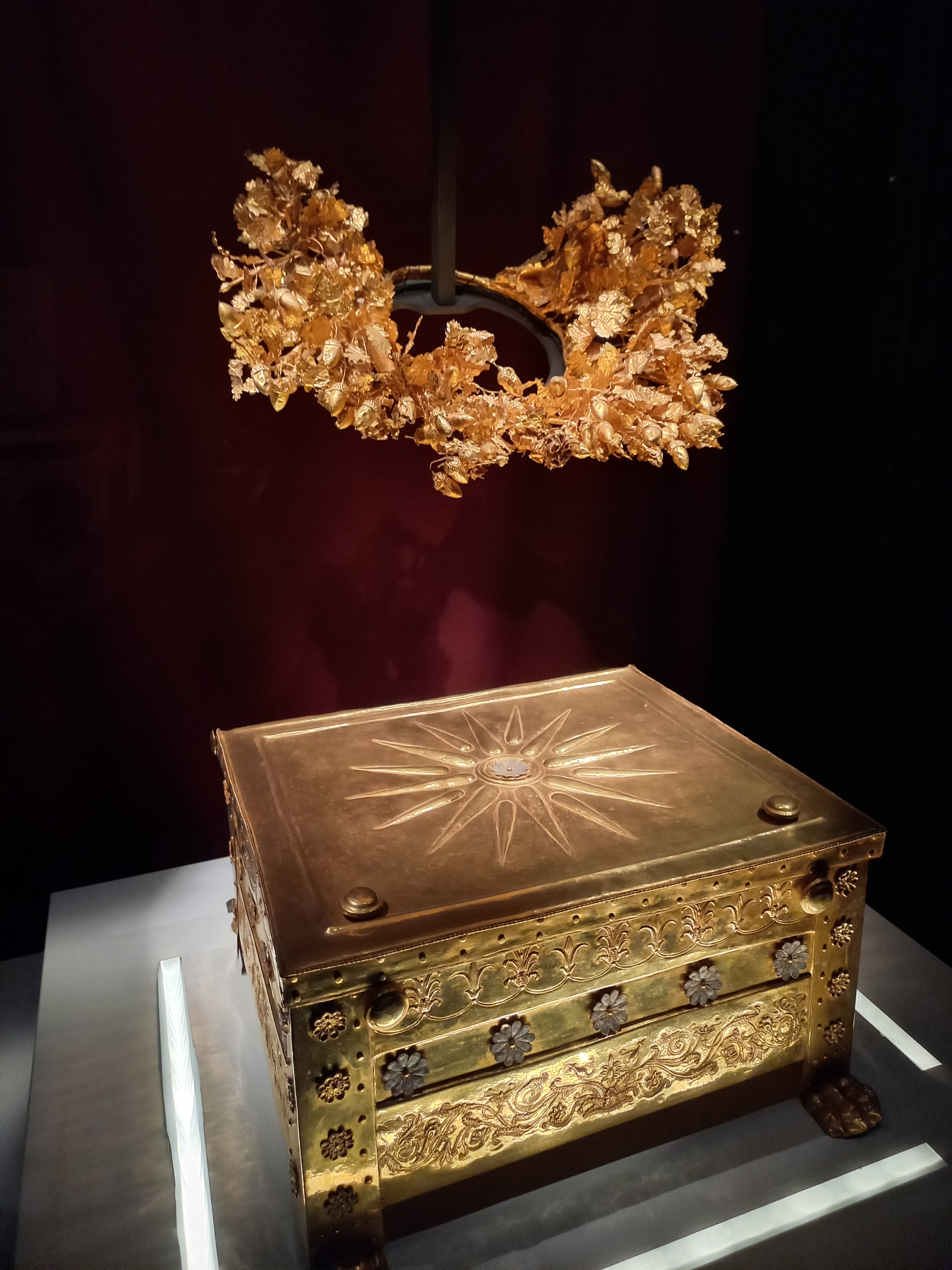
Lárnax y corona encontrados en la cámara principal de la tumba II de Vergina.

En la cámara principal se hallaba un sarcófago de mármol y dentro, un lárnax de oro, con los restos incinerados de un hombre y una corona funeraria con ornamentación de hojas de roble y bellotas, todo de oro. Pesó (con todo lo que tenía dentro) 10,8 kg. Sus dimensiones son de 33,5 x 40 x 16 cm. Está decorada con un sol, que es el símbolo de los reyes de Macedonia.
Entre los objetos del ajuar funerario de esta cámara principal se encontraron vasos de plata y bronce, armas y armaduras (espada, escudo, casco de hierro, coraza, quijote, grebas), cinco cabezas de marfil, de unos 3 cm; restos de un canapé de madera decorado con unas figuras de oro y marfil en relieve y varios objetos de oro. Algunos de los objetos presentaban señales de fuego que indicaban que habían sido colocados en la pira funeraria del difunto. Además, dentro de una vasija fue hallada una esponja fresca y flexible todavía.

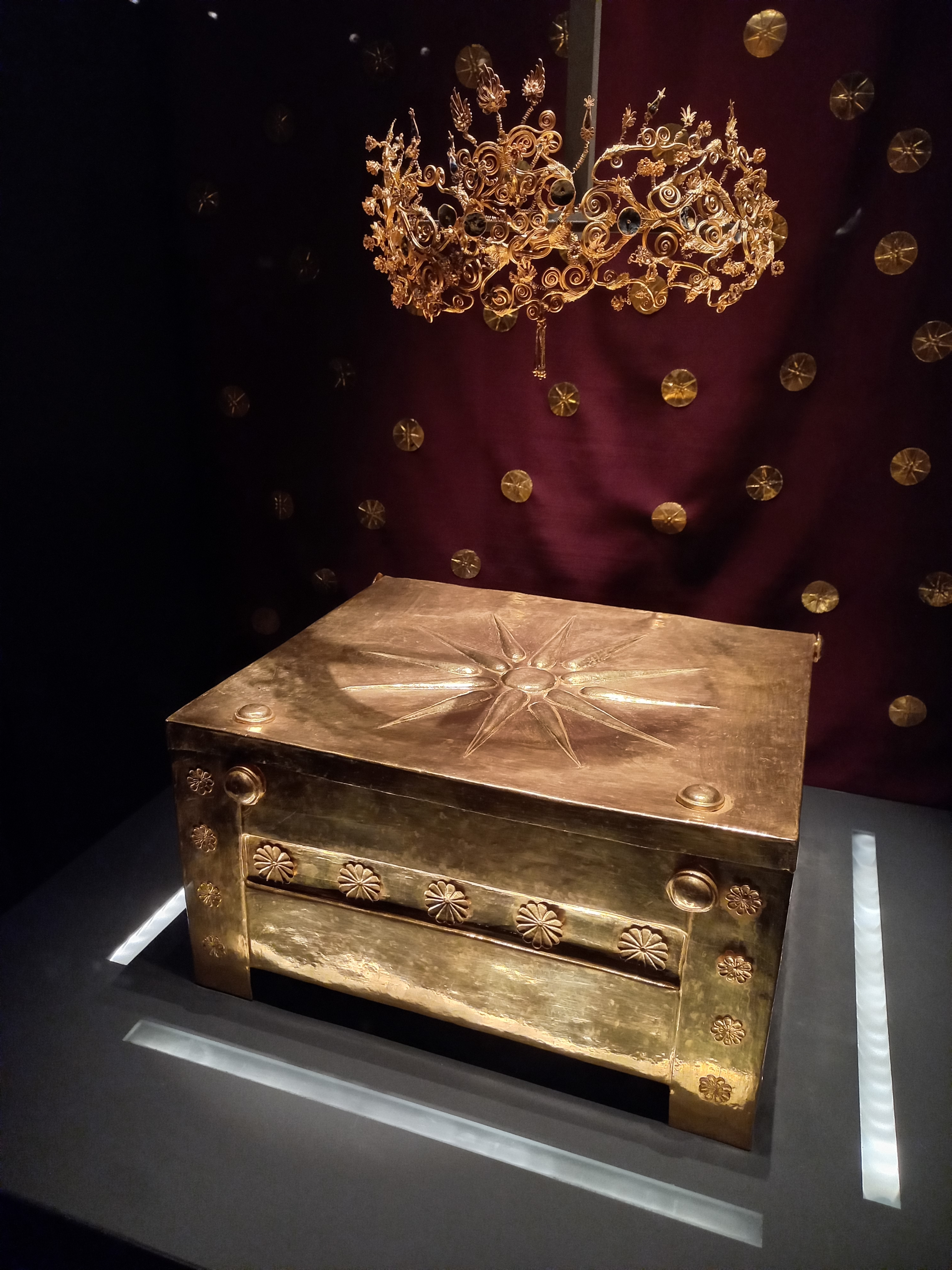
Lárnax y corona encontrados en la antecámara de la tumba II de Vergina.

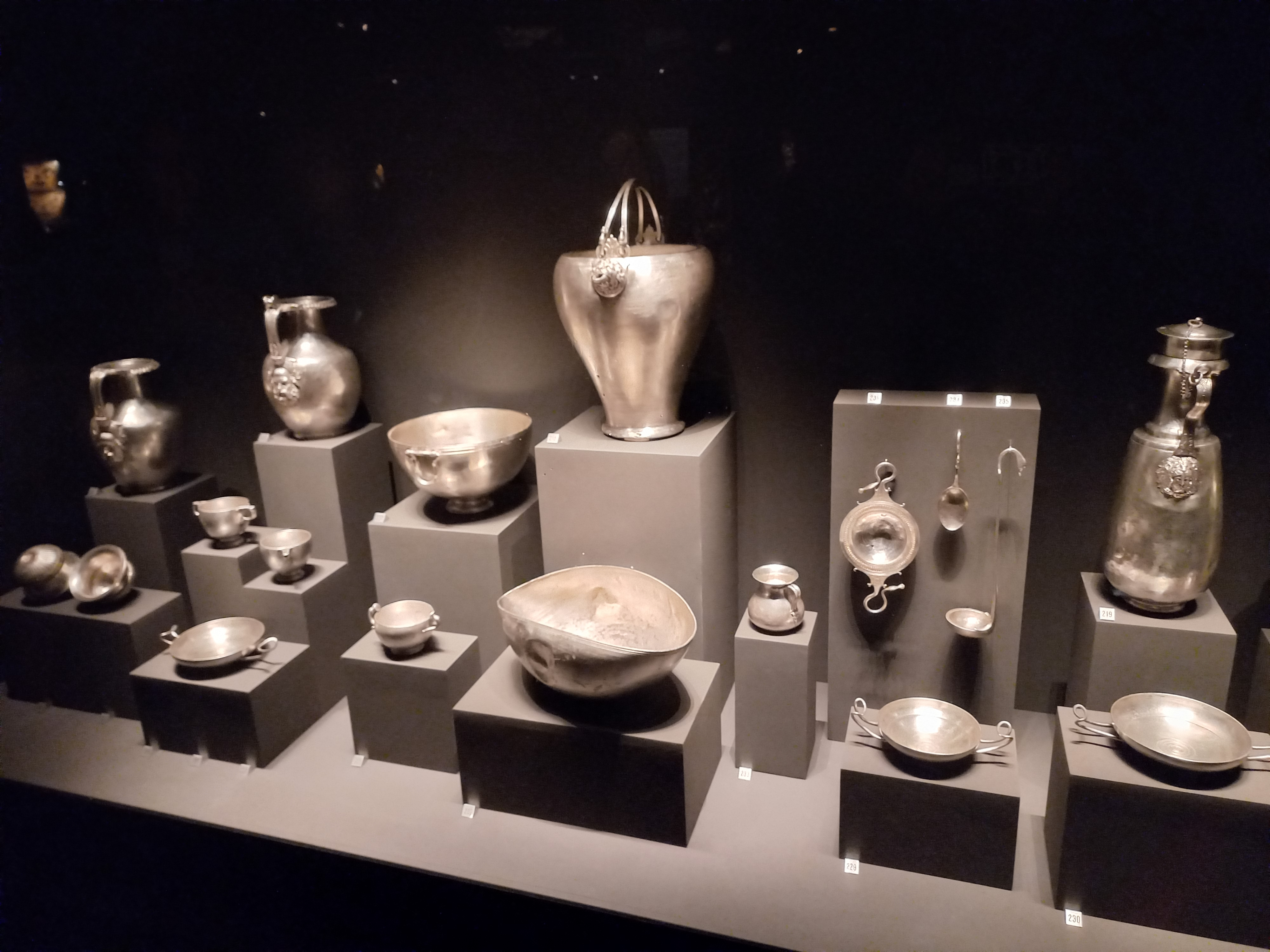
Ajuar funerario de vajilla de plata de la tumba II de Vergina.

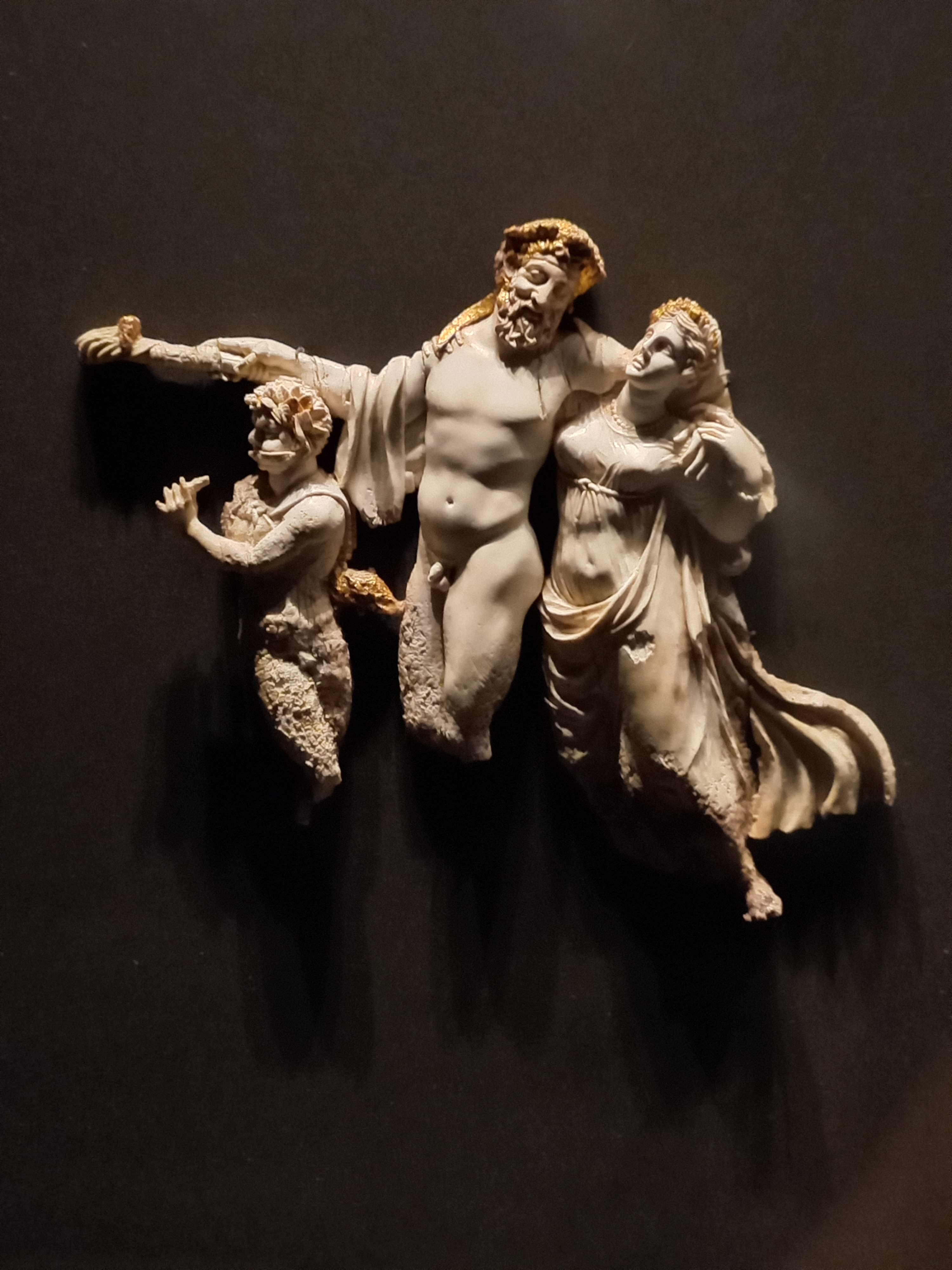
Figuras de marfil y oro representando una escena mitológica que formaban parte de la decoración de un canapé de madera.

En la antecámara se halló otro sarcófago con un segundo lárnax que era también de oro y contenía un tejido elaborado en oro y púrpura, del siglo IV a. C., que recubría los huesos calcinados de una mujer. Había también una extraordinaria diadema de oro con adornos en espiral, flores, palmetas, rosas y abejas, otra corona funeraria, asimismo de oro, compuesta por flores y hojas de mirto y un carcaj de oro con representaciones en relieve de escenas de combates junto al que se encontraron algunas flechas. En esta antecámara se hallaron también grebas (una 3,5 cm más corta que la otra) y restos de plumas de aves.

### Identificación de los restos
La tumba II se considera posterior cronológicamente a la tumba I. Entre los objetos del ajuar funerario se hallaron restos de sarisas, un arma que fue introducida en la falange macedonia por Filipo II. Un ánfora lleva el nombre de un arconte ateniense del año 344/3 a. C. También se hallaron restos de caballos. Al hombre se le atribuye al morir una edad que oscila entre 35 y 50 años. Los restos de la mujer fueron hallados en la antecámara de la tumba, que fue construida con posterioridad a la cámara principal. El examen de un fragmento de la pelvis llevado a cabo en una investigación realizada a partir de 2009 por Theodore Antikas sugiere que el rango de edad de la difunta se encontraba entre los 30 y los 34 años. El estilo de los objetos arqueológicos descubiertos en la tumba indica que todos ellos pertenecen a un rango cronológico entre 360 y 310 a. C.
La identificación de uno de los cadáveres de la tumba II con Filipo II se basó en la correlación con lo que las fuentes antiguas señalan sobre el rey de Macedonia. Así, se encuentran dos grebas de bronce de diferente tamaño, lo que implica que su propietario era cojo tal como dicen las fuentes acerca de Filipo, quien cojeaba a causa de una herida de guerra. Sin embargo, estas grebas, por el lugar donde fueron encontradas, es más probable que hubieran pertenecido a la mujer. Por otra parte, algunas publicaciones incidían en que el examen de los restos revelaba una lesión ocular que era consistente con la información dada por las fuentes antiguas que aseguraban que el rey fue gravemente herido por una flecha durante una campaña militar y perdió su ojo derecho. No obstante, otras publicaciones posteriores han considerado errónea esta apreciación y no hallan pruebas de ninguna lesión ocular. Sin entrar en detalles, también se puede señalar que todo indica que fue una sepultura apresurada, porque la tumba no se completó y los frescos que debían ser pintados en el interior nunca lo fueron. Además se encontraron en la tumba una serie de pequeñas cabezas de marfil que, comparadas con monedas acuñadas en aquella época o con retratos esculpidos ya conocidos en otros lugares, fueron identificadas por Andrónicos como representaciones de Filipo II, su hijo Alejandro, su mujer Olimpia, su padre Amintas y su madre Eurídice.
Todos estos indicios convergentes movieron a los descubridores a considerar dicha tumba como la del rey Filipo II, asesinado en 336 a. C. Sin embargo, no existe todavía ninguna evidencia firme, y algunos investigadores prefieren ver en ella la tumba del medio hermano de Alejandro Magno, Filipo Arrideo, muerto en el 317 a. C. Entre los argumentos que se han manejado en este sentido, se ha destacado que parece poco probable que pudiera haberse depositado un ajuar funerario tan suntuoso y haberse ejecutado un fresco que representa una cacería de un león a caballo donde los personajes principales visten prendas de color púrpura antes de las conquistas de Alejandro Magno en Oriente.
Junto al cuerpo de la mujer joven fue encontrada una diadema que indica su pertenencia a la familia real. Se ha sugerido que estos restos podrían haber pertenecido a Cleopatra Eurídice de Macedonia, esposa del rey Filipo II, que fue asesinada por órdenes de Olimpia, anterior esposa de Filipo. Pero la presencia de armas y grebas junto a los restos ha llevado a algunos investigadores a defender que podría tratarse de otra esposa de Filipo II, que habría sido una hija desconocida del rey escita Ateas o quizá de Eurídice II de Macedonia, la esposa de Filipo III Arrideo, puesto que las fuentes literarias de la Antigüedad indican que esta había sido adiestrada en el manejo de las armas, mientras que de Cleopatra no hay referencias sobre este aspecto.

## Tumba III o Tumba del Príncipe

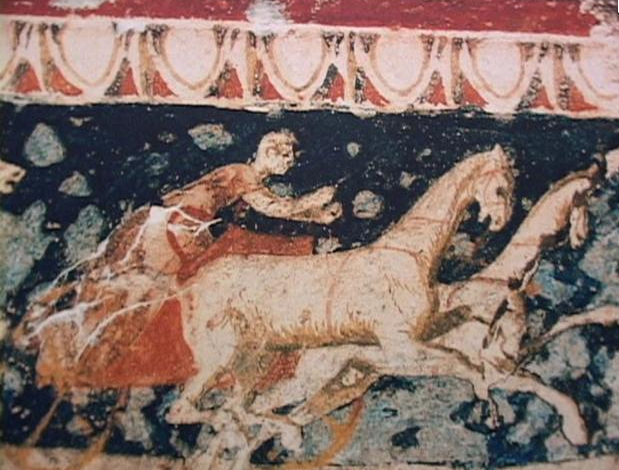
Parte del fresco de la tumba III que representa una carrera de carros.

La tumba III tiene una estructura parecida a la tumba II, con dos cámaras, aunque es algo más sencilla. Estaba decorada con pinturas que representaban una carrera de carros. Una hidria de plata contenía los restos, que habían sido incinerados, de un adolescente, pero no se aprecian restos de que hubiera habido una pira funeraria, lo que indica que el ocupante de esta tumba debió haber muerto y fue incinerado en otro lugar y posteriormente fue trasladado a esta tumba. Se ha sugerido que los restos pertenecen a Alejandro IV de Macedonia, un hijo de Alejandro Magno que murió envenenado. En el cuello de la hidria había una corona de oro con forma de hojas de roble y frente a ella había una cama criselefantina y una mesa con recipientes de cerámica.

## Tumba IV
Una cuarta tumba que fue hallada en el túmulo pertenece al siglo III a. C. y había sido saqueada. No se encontró ningún resto humano ni otros objetos. Se conservan de ella los restos de cuatro columnas dóricas y algunos otros elementos arquitectónicos adyacentes. Se ha sugerido que esta tumba podría haber sido construida para acoger los restos de Antígono II Gónatas o los de Casandro de Macedonia.

## Heroon
También fueron encontrados, en el extremo del túmulo, los restos de un heroon que fue saqueado en la Antigüedad. Se ha sugerido que este saqueo fue realizado por los gálatas en el año 276/5 a. C., al igual que el de la tumba I.

## Museo
El lugar de las tumbas es fácilmente accesible y se puede descender hasta las mismas puertas de las tumbas desde el museo que muestra muchas piezas encontradas en las tumbas. Particularmente tiaras y cofres de oro, así como vajillas de plata en perfectas condiciones de conservación. El museo fue construido en 1993 en el mismo yacimiento arqueológico con la reconstrucción del túmulo cubierto de vegetación, aunque con menos altura que el original. Los tesoros encontrados en las tumbas reales se exhiben en el museo desde noviembre de 1997.